# 羅克克里克鎮區 (堪薩斯州尼馬哈縣)
羅克克里克鎮區（英語：Rock Creek Township）為美國堪薩斯州尼馬哈縣轄下的鎮區。2010年美国人口普查中此鎮區人口有416人。

## 地理
羅克克里克鎮區涵蓋總面積為89平方（34.2平方英里），其中陸地面積為88.0平方（33.97平方英里），水域面積為0.60平方（0.23平方英里）或0.67%。海拔高度400（1,300英尺）。

## 人口統計
根據2010年美國人口普查，羅克克里克鎮區人口有416人，其中男性有211人，女性有205人，人口密度為每平方公里4.7人，住房計155戶。鎮區內的白人有395人，非裔美國人有5人，美洲原住民有1人，亞裔美國人有3人，太平洋島裔美國人有0人，其他種族有7人，混血種族則有5人。此外鎮區內有7人為西班牙裔或拉丁裔美國人。此鎮區之年齡中位數為36.5歲，而男性年齡中位數為37.5歲，女性年齡中位數為35.9歲。

## 交通

### 主要公路
- 36號美國國道